# ABOTTOレオ
ABOTTOレオ（あぼっと れお- ）は、日本の作詞家、作曲家、編曲家、音楽プロデューサー、ギタリスト、マニピュレーター。株式会社duet代表取締役。

## 人物
高校入学と同時にギターを弾き始める。シンガーソングライターを目指して大学生時代に出場したコンテスト「ヤマハ・ミュージック・クエスト」にて7000組の中から選出されGRAND SHOWCACE賞を受賞するが、作曲家や音楽プロデューサーとしての資質を買われ、トラックメイカーの道へ進む。自身の都合上、2002年からABOTTOレオとしての活動を一時休止。2009年頃から活動再開。俳優の柏原収史とエンターテインメントプロデュースユニット「ShAbo(柏原収史×ABOTTOレオ)」の活動を展開している。2013年、チュートリアルの徳井義実がボーカルを務めるバンド「鴬谷フィルハーモニー」でよしもとミュージックよりメジャー・デビュー。バンド内ではShAboとしての音楽プロデュース、ギター、マニピュレート、ミキシング、マスタリングを担当。2017年9月に脱退。ファズやバリトン・ギターを使った独特のサウンドメイクをすることが多い。趣味は写真。

## 作詞/作曲/編曲
- 鴬谷フィルハーモニー

「夏月」（作編曲）（ShAbo）プロデュース含
「夏がゆくまえに」（作編曲）（ShAbo）プロデュース含
「表参道を」（作編曲）（ShAbo）プロデュース含
- 川越シェフ（川越達也）

「お米のおはなし」（作編曲）（ShAbo）プロデュース含
「カレーライス学校」（作詞作編曲）（ShAbo）プロデュース含
- 菅原紗由理

「tears」（作曲）
- STEEL

「What this feeling?」（作編曲）
「約束」（作詞）
「REAL」（作詞）
「この空の真下で」（作曲）
- Can You

「涙が水に変わるまで」TBS系列 世界・ふしぎ発見!エンディングテーマ（共同作詞）
- 曇天サヤカ

「消失」（作曲）
- A・cappellers

「花水木」（ハーモニーガイド）
- ME-

「刺のある女」（作曲）
「桃の花びら」NHK BS真夜中の王国エンディングテーマ（作曲）
「愛とウソの正しい形」（作曲）
「アタシハ雨」日本テレビ系列私立探偵 濱マイク挿入歌（作曲）
「あ☆ば☆ず☆れPEACH」（作曲）
「反メン狂詩」（作編曲）
- 龍が如く OF THE END オリジナルサウンドトラック Vol.2

「ひまわりへ」（作編曲）
- Belle

「Glory」（作編曲）
「時よ止まれ」（作編曲）

## ドラマ劇伴
- テレビ東京系列

AKB48「マジすか学園」「マジすか学園2」
- テレビ東京系列

「衝撃ゴウライガン!!」（ShAbo）

## ゲーム劇伴
- PS3

「龍が如く OF THE END」

## DVD
- AKB48

「マジすか学園」「マジすか学園2」
- 「衝撃ゴウライガン!!」（ShAbo）

## 舞台劇伴
- 「薄桜鬼」

## CR
- 「牙狼〜魔戒ノ花〜」SE
- 「ジャブジャブBEAT WORLDTOUR」BGM SE（ShAbo）
- 「幕末英雄伝 龍馬」BGM（ShAbo）
- 「忍術決戦 双影」BGM（ShAbo）
- 「孔雀王」BGM（ShAbo）
- 「おねだりマスカット」BGM SE（ShAbo）
- 「くるてん!魔神どむ」BGM（ShAbo）